# 김은경 (화학자)
김은경(1959년~)은 대한민국의 화학자이다. 기능성 분자의 합성 및 소자 응용에 대한 연구를 진행하고 있으며, 2004년부터 연세대학교 화공생명공학과 교수로 재직 중이다.

## 학력
- 연세대학교(화학/학사)
- 서울대학교(화학/석사)
- 휴스턴 대학교(화학/박사)[1]

## 수상 내역
- 2001년: 제1회 ‘올해의 여성 과학기술자상 공학부분[1]
- 2009년: 아모레퍼시픽 여성과학상[2]
- 2014년: 한국고분자학회 삼성고분자상[1]
- 2019년: 연세대학교 공헌교수상[1]